# Mikhail Kalatozov
Mikhail Kalatozov (Михаи́л Константи́нович Калато́зов, em russo; Tbilisi, 28 de dezembro de 1903 - Moscovo, 27 de março de 1973) foi um cineasta soviético de origem georgiana.

## Filmografia
- 1928 Their Empire; co-realizado com Nutsa Gogoberidze
- 1930 The Blind Woman; filme perdido
- 1930 Salt for Svanetia; documentário
- 1931 Nail in the Boot
- 1939 Courage
- 1941 Valery Chkalov
- 1942 Invincible
- 1950 Plot of the Doomed
- 1953 Hostile Whirlwinds
- 1954 True Friends
- 1955 The First Echelon
- 1957 Letyat juravli
- 1959 Letter Never Sent
- 1964 I Am Cuba
- 1971 The Red Tent